# Farsa (obra teatral)
Una farsa és un tipus d'obra teatral breu i burlesc, l'estructura i la trama de la qual es basa en situacions on els personatges es comporten de manera extravagant, encara que generalment mantenen la credibilitat.
Es caracteritza per mostrar incidents, històries i atmosferes no quotidianes, més enllà de la normalitat. Els temes i personatges poden ser fantàstics. Encara que la farsa és predominantment un estil relacionat amb la comèdia, s'han escrit farses en tots els registres teatrals. La paraula deriva del vocable llatí farcire («farcir»), pel costum d'usar les farses com a breus interludis còmics en els drames seriosos. Hi ha antecedents als teatres grec i romà, però com a gènere es desenvolupà a partir de les actuacions dels joglars durant el segle xiii.
Per extensió, la paraula s'utilitza per a designar coses fingides que hom pretén de fer passar com a veres, com per exemple «La Farsa de les eleccions municipals franquistes».

## Unes farses catalanes
- Bertoldino: farsa grotesca en quatre actes i en vers (1915) de Frederic Soler i Hubert i Joan Molas i Casas[4]
- La farsa (1899) d'Àngel Guimerà i Jorge
- Bala perduda (1951) de Lluís Elias i Bracons
- La Llúcia i la Ramoneta (1870) de Josep Maria de Sagarra i de Castellarnau